# Kråkskärsfjärden
Kråkskärsfjärden är en sjö i Skag i Kyrkoby i Eckerö kommun på Åland. Sjön står i förbindelse med sjön Inre fjärden i söder och rinner ut i havet i Langnäsfjärden genom ett mindre vattendrag i sin sydöstra del.
Kråkskärsfjärden bildade tidigare tillsammans med Fladan ett sund som skilde Truten från fasta Eckerö.
Kråkskärsfjärdens area är 23,6 hektar och strandlinjen är 4,29 kilometer lång. Sjön  ingår i Norra Ålands havs avrinningsområde. 